# Chen Hsuan-yu
Wendy Chen Hsuan-Yu (* 1 de juny de 1993) és una esportista australiana que competeix en bàdminton en la categoria individual.